# Zhou Ziqi
Zhōu Zìqí (chino: 周自齊; Wade-Giles: Chou Tzu-ch'i; 1871-20 de octubre de 1923) fue un político chino que vivió durante las postrimerías de la dinastía Qing y en la temprana República de China. Fue miembro del Bando de Comunicaciones y presidente de la República de China en funciones.

## Comienzos
Nació en Cantón y hablaba cantonés, pero luego se trasladó a su provincia ancestral de Shandong. Se educó en los Estados Unidos, en la Universidad de Columbia, y se convirtió en superintendente de la Universidad de Tsinghua en 1911.

## En el periodo de Yuan Shikai
En 1912 aseguró Shandong para Yuan Shikai y posteriormente fue gobernador militar. Luego fungió como ministro de Comunicaciones y posteriormente de Finanzas en el régimen de Yuan. Ayudó a filtrar información sobre las Veintiuna exigencias del Imperio de Japón a los medios de comunicación. Zhou fue invitado a la Universidad de Columbia por el politólogo Frank Johnson Goodnow para justificar la monarquía en China.
Durante la monarquía de Yuan, fue enviado a Japón como representante especial. El Gobierno japonés de Okuma Shigenobu lo rechazó; al regresar a China, Zhou comentó a Yuan que su gobierno había perdido el reconocimiento internacional. En 1916 Zhou huyó a Japón cuando el presidente Li Yuanhong ordenó el arresto de ocho importantes monárquicos allegados a Yuan. Regresó a China después de que se le retiraran los cargos en febrero de 1918.

## En el periodo de los caudillos militares
Como ministro de Finanzas de Xu Shichang, perdió en una disputa política contra el primer ministro Jin Yunpeng en 1921 y debió renunciar al cargo. Buscando venganza, convenció a Zhang Zuolin de que reemplazara a Jin por Liang Shiyi, jefe del Bando de Comunicaciones, de base civil. Luego fungió como presidente del Gobierno en funciones y presidente en funciones brevemente en 1922, tras la renuncia de Xu. Su presidencia fue la más corta en la historia de China (diez días) y su verdadero objetivo era permitir que el bando Zhili pusiera en el cargo a Li Yuanhong. Posteriormente marchó a los Estados Unidos a estudiar cinematografía y volvió a China para fundar un estudio. Falleció al año siguiente.
| Predecesor: Yan Huiqing | Primer ministro de la República de China (en funciones) 1922 | Sucesor: Yan Huiqing |
| Predecesor: Xu Shichang | Presidente de la República de China (en funciones) 1922      | Sucesor: Li Yuanhong |

- Datos: Q712545
- Multimedia: Zhou Ziqi / Q712545